# Sävare kyrka

Sävare kyrka är en kyrkobyggnad som tillhör Sävare församling i Skara stift. Den ligger utanför Vinninga i Lidköpings kommun.

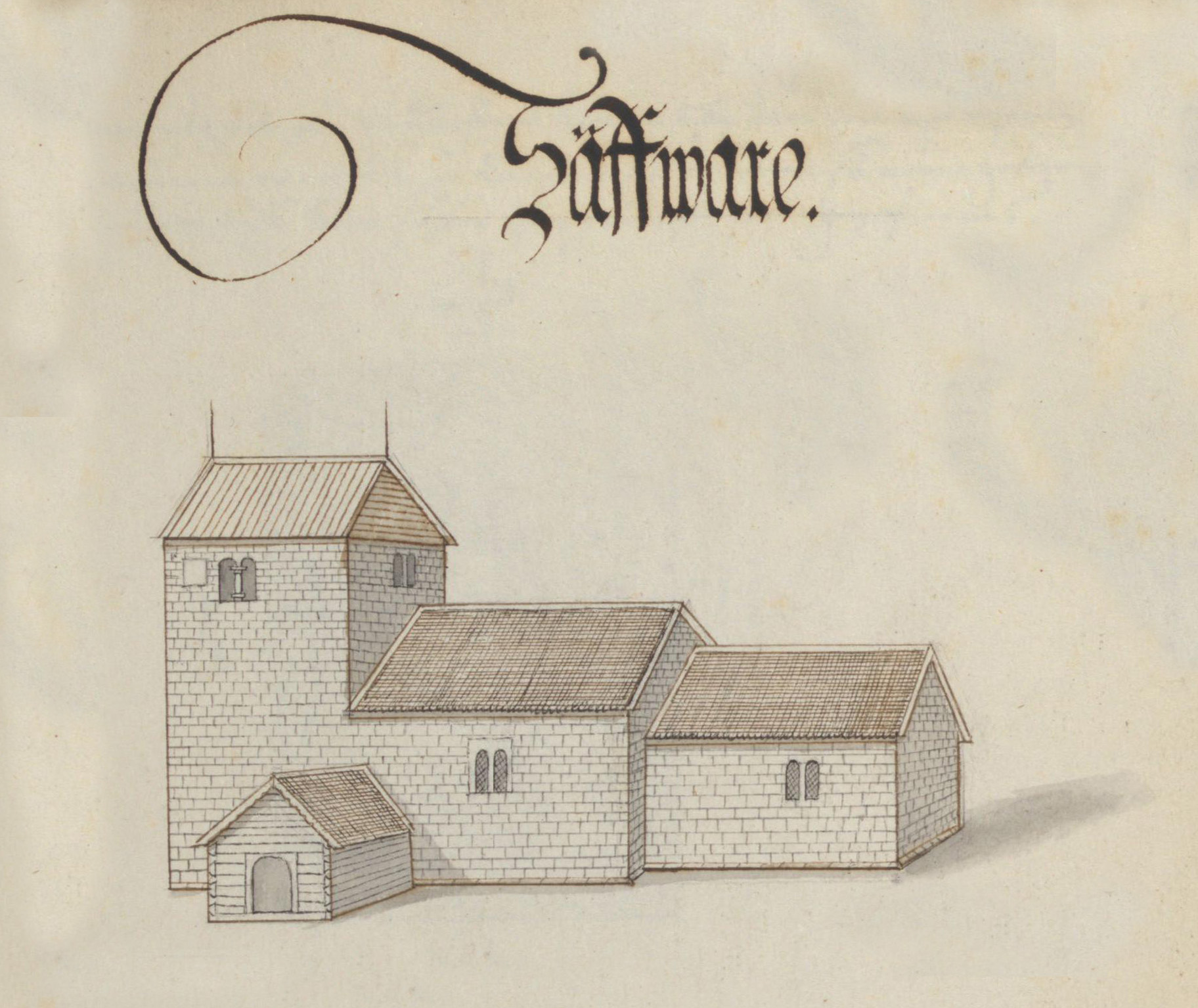
Medeltidskyrkan på teckning omkring 1670.

## Historia
Den äldre medeltida kyrkan var uppförd av sandsten och hade ett rektangulärt långhus med ett lägre och smalare, rakt avslutat kor i öster och torn i väster. 

## Kyrkobyggnaden
Kyrkan är en av stiftets fyra centralkyrkor, ritad av arkitekten Emil Victor Langlet. Den invigdes 1883. Planen är sexkantig med centraltorn. Fasaderna är av rött tegel med kontrasterande gul spritputs.
Interiören domineras av att bänkar och läktare är grupperade i en halvcirkel runt koret. Taket är ett stjärnvalv som bärs upp av kraftiga hörnpelare. Inredningen är till större delen den ursprungliga.

## Klockstapel och klockor
Framför kyrkan finns sedan 1928 en kombinerad stiglucka och klockstapel ritad av Axel Forssén. Där hänger två kyrkklockor, gjutna hos M & O Ohlssons klockgjuteri i Ystad.

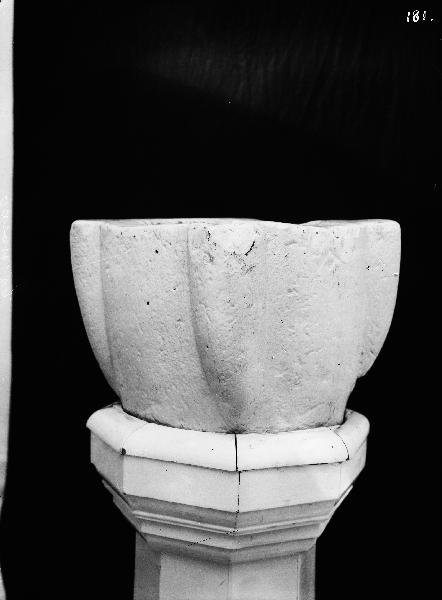
Dopfunten

## Inventarier
- Resterna av en medeltida dopfunt som tillskrivs stenmästaren Othelric förvaras vid Västergötlands museum.

### Orgel
Den stumma orgelfasaden på den södra läktaren är byggd 1898 av Carl Axel Härnman. År 1983 tillkom ett nytt mekaniskt verk, som även innehåller äldre material, från Smedmans Orgelbyggeri med 24 stämmor fördelade på två manualer och pedal.